# Karl Viktor Müllenhoff
Karl Viktor Müllenhoff, född 8 september 1818 i Marne, död 19 februari 1884 i Berlin, var en tysk germanist. 
Müllenhoff var 1846–58 professor i tyska språket, litteraturen och fornkunskapen i Kiel och innehade därefter till sin död en liknande befattning vid Berlins universitet, där han efterträdde Friedrich Heinrich von der Hagen. År 1864 blev han ledamot av Preussiska vetenskapsakademien.
Müllenhoff samlade Sagen, Märchen und Lieder der Herzogthümer Schleswig, Holstein und Lauenburg (1845, nytryck 1899) och skrev bland annat en kritisk undersökning av Gudrun-eposet (1845) samt avhandlingarna Zur Runenlehre (tillsammans med Rochus von Liliencron, 1852) och Zur Geschichte der Nibelunge Not (1855), i vilken senare han försvarar sin lärare Karl Lachmanns åsikter om Nibelungenlieds tillkomst. 
Han gav bland annat ut Denkmäler der deutschen Poesie und Prosa aus dem 8.-12. Jahrhunderte (tillsammans med Wilhelm Scherer, 1864; andra upplaga 1873) och Germania antiqua (1873), en kritisk utgåva av de texter ur Tacitus, Strabon, Ptolemaios och andra forntida författare, som lämnat de äldsta underrättelserna om de germanska folken. 
Största delen av Müllenhoffs litterära verksamhet kan betraktas som en förberedelse till hans planerade stora verk Deutsche Alterthumskunde. Av detta hade vid hans död endast utkommit första bandet (1870; andra upplaga 1890), som innehåller en undersökning av germanernas första bosättning i Europa, och första delen av femte bandet, i vilken Müllenhoff behandlar den germanska mytologin och samtidigt bekämpar Anton Christian Bangs och Sophus Bugges kritiker av Eddasångernas ursprunglighet. Efter Müllenhoffs död gavs band 2–4 ut 1887–1900 och andra delen av femte bandet 1891.